# Rob Campbell
Rob Campbell (...) è un attore statunitense.

## Biografia
Laureato alla Wesleyan University e alla Yale School of Drama, Campbell si è esibito in numerose produzioni allo "Yale Repertory Theatre", insieme all'attrice Lupita Nyong'o con A Winter's Tale. A Broadway, è apparso come L'vov in Ivanov (con Kevin Kline), come il Governatore George Wallace in All the Way (con Bryan Cranston) e come Manus in Translations (con Brian Dennehy). Ha anche lavorato in molti teatri di New York (New York Public Theatre, Lincoln Center, Playwrights Horizons, Classic Stage Company, Manhattan Theatre Club), a Londra e in tutto il paese (Steppenwolf Theatre Company, Goodman Theatre, Williamstown Theatre Festival, ecc.).
Campbell ha fatto il suo debutto sullo schermo nel 1992 con Gli spietati (Unforgiven), diretto da Clint Eastwood ed è anche apparso in importanti serie televisive.

## Filmografia

### Cinema
- Gli spietati (Unforgiven), regia di Clint Eastwood (1992)
- Ethan Frome - La storia di un amore proibito (Ethan Frome), regia di John Madden (1993)
- Nel Texas cadevano le stelle (The Stars Fell on Henrietta), regia di James Keach (1995)
- Lone Justice 2, regia di Jack Bender (1995)
- La seduzione del male (The Crucible), regia di Nicholas Hytner (1996)
- Boys Don't Cry, regia di Kimberly Peirce (1999)
- Snow Days, regia di Adam Marcus (1999)
- The Photographer, regia di Jeremy Stein (2000)
- Hedwig - La diva con qualcosa in più (Hedwig and the Angry Inch), regia di John Cameron Mitchell (2001)
- City of Ghosts, regia di Matt Dillon (2002)
- Dark Matter, regia di Shi-Zheng Chen (2007)
- Rabbit Hole, regia di John Cameron Mitchell (2010)
- Admission - Matricole dentro o fuori (Admission), regia di Paul Weitz (2013)
- Storia d'inverno (Winter's Tale), regia di Akiva Goldsman (2014)
- Middleground, regia di Alisa Khazanova (2017)

### Televisione
- Ned Blessing: The Story of My Life and Times – serie TV, 4 episodi (1993)

- Una vita da vivere (One Life to Live) – serie TV, 5 episodi (1996)
- Minaccia nell'Atlantico (Hostile Waters), regia di David Drury – film TV (1997)
- New York Undercover – serie TV, episodi 3x19 (1997)
- Liberty! The American Revolution – serie TV, episodio 1x06 (1997)
- Sex and the City – serie TV, episodio 2x06 (1999)
- Law & Order - I due volti della giustizia (Law & Order) – serie TV, episodi 13x02-19x05 (2002-2008)
- Hope & Faith – serie TV, episodio 1x17 (2004)
- Law & Order: Criminal Intent – serie TV, episodio 4x02 (2004)
- Brotherhood - Legami di sangue (Brotherhood) – serie TV, episodi 1x01-1x02 (2006)
- Law & Order - Unità vittime speciali (Law & Order: Special Victims Unit) – serie TV, episodio 11x08 (2009)
- Chicago Med – serie TV, episodio 2x08 (2016)
- The Crossing – serie TV, 11 episodi (2018)
- FBI – serie TV, episodio 3x11 (2021)
- Bull – serie TV, episodio 6x14 (2022)

## Doppiatori italiani
- Francesco Bulckaen in Gli spietati
- Tonino Accolla in La seduzione del male
- Federico Zanandrea in Brotherhood - Legami di sangue (secondo doppiaggio)
- Mauro Magliozzi in Bull